# The Stukeleys
The Stukeleys – civil parish w Anglii, składająca się z wsi Great Stukeley i Little Stukeley, w hrabstwie Cambridgeshire, w dystrykcie Huntingdonshire. Leży 33 km na północny zachód od miasta Cambridge i 97 km na północ od Londynu.